# Berge in Flammen
Berge in Flammen ist ein deutscher Film von Karl Hartl und Luis Trenker aus dem Jahre 1931, beruhend auf dem gleichnamigen Roman Trenkers aus demselben Jahr. In dieser Kriegs- und Heimatgeschichte verarbeitete Trenker persönliche Erlebnisse aus dem Ersten Weltkrieg, als er an der Alpenfront kämpfte. Die zeitgleich gedrehte französische Version trägt den Titel Les monts en flammes.

## Handlung
Graf Arthur Franchini aus einem alten römischen Adelsgeschlecht und der Bergführer Florian Dimai aus dem damals zur Donaumonarchie gehörenden Dolomitenort Cortina d’Ampezzo sind seit Jahren befreundet. Am 1. August 1914 besteigen sie gemeinsam den Fanesturm und werden von der allgemeinen Mobilmachung zu Beginn des Ersten Weltkriegs überrascht. Dimai kommt zunächst nach Galizien, wird nach dem Kriegseintritt Italiens dann aber an die Dolomitenfront auf dem Gipfel des Col Alto versetzt. Von dort ist es nicht weit zu seinem Heimatdorf, doch der Frontverlauf macht es für ihn unerreichbar. Sein Freund Franchini ist ebenfalls im Col-Alto-Abschnitt. Er hat den Auftrag, den Gipfel zu stürmen und die Österreicher zu verjagen.
Die italienische Leitung beschließt, einen Stollen in den Berg zu treiben und von dort aus den Gipfel in die Luft zu sprengen. Dimai wird von den Österreichern ausgeschickt, um den Tag der Sprengung zu erfahren. Es gelingt ihm, die italienischen Stellungen zu umgehen und zu seiner Familie vorzudringen. Überglücklich begrüßt ihn seine Frau Pia. Durch einen Soldaten, den man in seinem Haus einquartiert hat, erfährt er, dass die Sprengung noch für diese Nacht vorgesehen ist. In allerletzter Minute kann er seine Kameraden warnen, die den Angriff zurückschlagen.
Am 10. August 1931 besteigen Dimai und Franchini wieder gemeinsam den Berg, auf dem noch immer Kriegshinterlassenschaften zu sehen sind.

## Hintergrund
Zusammen mit Karl Hartl inszenierte Trenker den ihm eminent wichtigen, von ihm selbst verfassten Stoff und spielte auch die Hauptrolle des Bergführers Florian. Gedreht wurde teilweise in den Kalkkögeln südwestlich von Innsbruck und auf der Nordkette.
Die Idee zu der Erzählung kam Luis Trenker, als er nach dem Krieg wieder zum Gipfel des Col Alto aufstieg und sah, wie die Natur und der Frühling all das zurückeroberten, was der Mensch zerstört hatte. „Wenn die Leute wüssten, wie das war, damals im Winter, in der Schlacht um den Gipfel. Wenn die Leute wüssten, wie das war – einem Bergfreund gegenüberstehen zu müssen“. (Luis Trenker).
Zeitgleich drehte er eine französische Variante des Films unter dem Titel Les monts en flammes und französischen Schauspielern. Die Rolle der Pia übernahm dabei Marie-Antoinette Buzet, Leutnant Franchini George Péclet, Leutnant Call Joe Hamman und den Kommandanten spielte Henri Valbel. Zudem spielten in dieser Version Willy Rozier und André Saint-Germain.
Filmarchitekt war Leopold Blonder.

## Kampfplatz
Der Frontabschnitt, den Trenker in seinem Roman Berge in Flammen beschreibt, bezieht sich nicht, wie fälschlicherweise angenommen auf den Col di Lana, sondern auf das Gebiet um den Schreckenstein. Darauf lässt sich schließen, da Trenker nach seiner Verwundung im Kampfabschnitt Travenanzes als Bergführer eingesetzt wurde. Zudem wird im Roman die Sprengung des Col di Lana gesondert erwähnt, sowie dass die Besatzung des Schreckensteins 1) die Sprengung miterlebt hatte und 2) auch danach mit allen verfügbaren Informationen über die Sprengung des Col di Lana versorgt wurde.

## Kritiken
- Lexikon des internationalen Films: Streckenweise langatmiger Luis-Trenker-Film. Ein schlichtes, gut fotografiertes Loblied auf Alpinismus und Völkerversöhnung.[3]